# כ

筆記体

כ（カフ、ヘブライ語: כ״ף, כָּף kaf）はヘブライ文字の11番目の文字。ヘブライ数字の数価は20。
/k/と/x/の2つの発音があり、後者の場合、文字名称はハフとも呼ばれる。

## 音声
無声軟口蓋破裂音/k/、もしくは無声軟口蓋摩擦音/x/を表す。破裂音であることを示すためにダゲシュ記号を加えて「כּ」と表されることがある。本来、母音に後続する位置で、重子音でない場合に摩擦音で発音された。
現代ヘブライ語では破裂音で発音される場合には「ק」（コフ）と、摩擦音で発音される場合は「ח」（ヘト）と同音になっている。

## 起源
手のひら（ヘブライ語: כף kaf）を描いた文字に由来する。

## 語末形
単語の終わりでは「ך」を用いる。カフソフィート（כ״ף סופית）という。

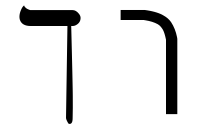
カフソフィート
語末形の筆記体